# Король дон Педро в Мадриде
«Король дон Педро в Мадриде, или Инфансон де Ильескас» — пьеса на испанском языке, написанная либо Лопе де Вегой, либо Тирсо де Молиной. Была опубликована в 1633 году в неавторизованной части собрания пьес Лопе де Веги. Аргументами в пользу авторства последнего являются философская глубина, наличие у Лопе других пьес о короле Педро. Аргументы в пользу авторства Тирсо — сюжетное сходство с рядом пьес этого драматурга.
Действие пьесы происходит в XIV веке. Её главный герой — король Кастилии Педро Жестокий, одиозная личность, которая, однако, изображена без демонизации.